# Trahison (film, 2008)
Pour les articles homonymes, voir Trahison (homonymie).
Pour plus de détails, voir Fiche technique et Distribution.
Trahison ou Traître au Québec (Traitor), est un film d'espionnage américain écrit et réalisé par Jeffrey Nachmanoff et sorti en 2008. Il met en vedette Don Cheadle et Guy Pearce.

## Résumé
Samir Horn est un ancien béret vert musulman qui vend des explosifs. Après avoir été arrêté et emprisonné au Yémen, il devient alors ami avec Omar, un intégriste musulman, et le suit lors d'une évasion orchestrée par le mouvement terroriste islamiste auquel appartient Omar.
Pendant ce temps, l'agent du FBI Roy Clayton, spécialiste du monde arabe, enquête sur un complot international. Complot qui semble tout droit mener à Samir.
Ce dernier a rejoint l'organisation terroriste d'Omar. Après un attentat raté à Marseille, du fait d'une fuite due au futur "martyr", et l'élimination de ce dernier Samir place et fait exploser des bombes dans le consulat américain de Nice. L'explosion fait plusieurs victimes, Samir est secrètement atterré et on découvre qu'il travaille en fait pour Carter, un freelance de la vieille école qui loue ses services à la CIA et qu'il ne cherche qu'à pouvoir éliminer le chef du réseau dans lequel il est infiltré. Mais Carter fait de la rétention d'information, ainsi, Roy Clayton ignore tout du véritable rôle du "terroriste" qu'il pourchasse à travers le monde. En fait, seul Carter sait qui est véritablement Samir.
À la suite du « succès » de l'opération niçoise, Samir et Omar sont chargés d'organiser un vaste plan terroriste sur le territoire américain. Ils doivent, à l'aide de "martyrs" déjà implantés aux États-Unis, faire exploser à un jour et une heure dite une cinquantaine de bus simultanément partout sur le territoire.
La situation se complique alors pour Samir, coincé entre sa répugnance à tuer et son devoir. Il poursuit néanmoins sa mission, encouragé en cela par Carter. Mais lorsque à la suite d'une erreur de planning Carter est abattu par Omar devant Samir, ce dernier est désormais seul, considéré par tous comme un terroriste.
Clayton quant à lui est pris de doute à propos de la culpabilité de Samir au fur et à mesure de son enquête, il se demande si Samir est bien ce qu'il semble être.
Samir réussit à s'en sortir en réunissant à l'insu des autres membres de son groupe  tous les « martyrs » dans un seul bus, limitant ainsi les victimes et privant le réseau terroriste de toutes ses « taupes ». Étant sur un cargo avec les deux chefs dudit réseau au moment de l'explosion, il réussit à les abattre mais ne peut tirer sur son ami Omar. Il essaye de le convaincre que le terrorisme trahit l'islam puis s'en remet à sa merci. Omar, très attaché à Samir, semble renoncer à le tuer quand Clayton, qui a remonté la piste de Samir, déboule avec les garde-côtes des États-Unis. Omar ouvre alors le feu sur les policiers et est abattu ; Samir est quant à lui blessé par balles avant que Clayton ne puisse ordonner de cesser le feu.
Le film finit sur une discussion entre Clayton et Samir après la sortie d'hôpital de ce dernier. Clayton remercie Samir et lui propose de « continuer à servir la nation », lui expliquant que son implication dans l'attentat niçois et l'attentat du bus ont été effacés de son dossier. Samir répond que personne ne pourra effacer cela de sa mémoire et refuse l'offre de Clayton. Les deux hommes se séparent sur une poignée de main et un salam.

## Fiche technique
- Titre : Trahison
- Titre québécois : Traître
- Titre original : Traitor
- Réalisation : Jeffrey Nachmanoff
- Scénario : Jeffrey Nachmanoff, d'après une histoire de Steve Martin
- Chef opérateur : J. Michael Muro
- Montage : Billy Fox
- Musique : Mark Kilian
- Société de production : Overture Films
- Société de distribution : Paramount Pictures
- Budget : 22 millions de dollars
- Pays d'origine : États-Unis
- Langue : anglais, arabe, espagnol
- Durée : 114 minutes
- Dates de sortie : 
  -  États-Unis : 27 août 2008
  -  France : 4 février 2009

## Distribution
- Don Cheadle (VF : Lucien Jean-Baptiste ; VQ : François L'Écuyer) : Samir Horn
- Guy Pearce (VF : David Krüger ; VQ : Frédéric Paquet) : Roy Clayton
- Saïd Taghmaoui (VF : lui-même ; VQ : Manuel Tadros) : Omar
- Jeff Daniels (VF : Patrick Borg ; VQ : Daniel Picard) : Carter
- Neal McDonough (VF : Guillaume Orsat ; VQ : Gilbert Lachance) : Max Archer
- Hassam Ghancy (VF : lui-même) : Bashir
- Lorena Gale (VF : Marie-Madeleine Burguet-Le Doze) : Dierdre Horn

## Anecdotes
C'est le second long métrage de Jeffrey Nachmanoff en tant que réalisateur, bien qu'il ait déjà scénarisé Le Jour d'après. Il scénarise également ce film.